# Castagnole delle Lanze
Castagnole delle Lanze är en ort och kommun i provinsen Asti i regionen Piemonte i Italien. Kommunen hade 3 748 invånare (2018).